# Tungstibita
La tungstibita es un mineral óxido de composición Sb3+2WO6.
Su nombre hace referencia a su contenido en tungsteno (tung) y en antimonio (stib, del término «stibium», antimonio en latín). Fue aprobado como especie mineral por la IMA en 1993.

## Propiedades
La tungstibita es un mineral translúcido u opaco, cuyo color va de verde a verde oscuro, con lustre terroso.
Muestra pleocroísmo, de verde oscuro a verde parduzco (X), verde oscuro (Y) y de verde pálido a amarillo (Z).
Tiene dureza 2 en la escala de Mohs y su densidad es de 6,09 g/cm³ (valor calculado).
Es insoluble en ácido clorhídrico, nítrico o sulfúrico.
Cristaliza en el sistema ortorrómbico, clase diesfenoidal (2 2 2).
Contiene un 47% de antimonio y un 35% de tungsteno.
Forma parte del grupo mineralógico de la koechlinita y es el análogo de antimonio de la russellita, miembro del mismo grupo.

## Morfología y formación
La tungstibita forma cristales delgados, aplanados en {001}, alargados, que pueden tener forma en punta de lanza. Sin embargo, habitualmente se presenta como agregados globulares.
Por otra parte, en la localidad tipo este mineral óxido se encuentra en un depósito hidrotermal de barita-fluorita polimetálico.
Aparece asociado también a cervantita, cuarzo, tetrahedrita–tennantita y calcopirita.

## Yacimientos
La localidad tipo de este mineral es la mina Clara, situada en Wolfach (Baden-Württemberg, Alemania); contiene vetas de barita y fluorita, incluyendo minerales de cobre, plata y plomo, alojadas en gneises y areniscas del Triásico.
Solo se conocen dos yacimientos más de este mineral. El primero es el campo de pegmatitas de Dara-i-Pech (Afganistán) y el segundo la mina Doi Ngom (provincia de Phrae, Tailandia).